# Bodenalm (Rottach-Egern)
Die Bodenalm ist eine Alm in den Bayerischen Voralpen. Sie liegt im Gemeindegebiet von Rottach-Egern.
Das Almgebiet befindet sich am Südhang der Bodenschneid. Der Name stammt von Boden im alpinen Gebrauch, einer ebenen Stelle im Hang. Die Alm wird am einfachsten von der Mautstraße Valepp aus erreicht.